# 間高制
間高制（けんだかせい）は、江戸時代の対馬府中藩で行われた独自の土地制度・税制のこと。

## 概要
対馬府中藩の所領の主たる部分を占める対馬島は稲作に不向きで焼畑農業が広く行われていた。対馬藩では当初は石高制を採用していたが、こうした実情に合わせて寛文検地以後、間高制を導入した。ただし、間高制には対馬が全国政権に組み入れられる前に実施され、藩内の実務では以後も行われていた蒔高制（まきだかせい）の正式な復帰としての要素も含んでおり、1間＝1石蒔と定義づけられている。
木庭（焼畑）の純収穫（播種分を除く）麦22石8斗相当分の面積を間（けん）と称し、1間＝4尺、以下は寸・分・厘・毛と10進法によって細分）化し、それに基づいて水田や畠などを含めた農地の生産力（高）を表示して、賦課や家臣の知行の基準とした。これを間高と称した。ただし、知行の表示高としての間高の導入は寛永年間に遡り、反対に実際の徴収の場面では間高制導入以後も旧来の蒔高制に換算して徴収されており、徴収される農民の立場からみれば中世以来の蒔高制が江戸時代を通じて行われたのと同じ状況であった。